# 화성시청역
화성시청역(華城市廳驛)은 경기도 화성시에 위치한 서해선의 철도역이다.

## 연혁
- 2024년 9월 3일 : 역명 제정[1]
- 2024년 11월 2일: 개통[2]
- 2026년 3월 : KTX-이음 운행 개시 (예정)

## 승강장
스크린도어가 설치 되어 있다.
| ↑ 서화성 |
| \| ２    |
| 향남 ↓   |

| 1 | 서해선 · ITX-마음 | 서화성 방면 |
| 2 | 서해선 · ITX-마음 | 홍성 방면   |

## 주변 시설
- 화성서부경찰서
- 현대자동차그룹 남양연구소
- 신남초등학교
- 수도권제2순환고속도로 화성 나들목
- CU 남양화성IC점

## 인접한 역
| 서해선      | 서해선          | 서해선         |
| ----------- | --------------- | -------------- |
| 서화성 방면 | ITX-마음 서해선 | 향남 홍성 방면 |